# Ophion
Ophion е голям род сравнително едри паразитоидни оси от сем. Ichneumonidae. Разпространени са из почти целия свят и досега са описани около 140 вида. Активни са предимно нощем и паразитират основно по гъсеници.

## Разпространение
Ophion е космополитен род, но най-голямо видово разнообразие има в областите с умерен климат. В тропиците се среща предимно на места с по-хладен климат – на по-голяма надморска височина.

## Външен вид
Подобно на много други нощно активни ихнеумониди, Офионите имат оранженикав цвят и големи очи – пример за конвергентна еволюция. Често имат жълтеникави петна или ивици. Сравнително едри са – с дължина на тялото 10÷19 mm и дълги антенки. Коремчето е стълбчато, разширяващо се дистално и странично сплеснато.
Предното крило е без огледалце (areolet), дискосубмаргиналната клетка е издължена, без склерити и прилича на „конска глава“ и най-често има рамелус (къса жилка завършваща сляпо). Жилката Rs+2r (върха на „конската глава“) е права (но понякога съвсем слабо и равномерно извита) и с еднаква дебелина.
Шпората на предните пищяли с мембрановидна пластинка по дължината си. Мезостернумът без заден напречен кил.

### Видови белези
Родът е изключително хомогенен морфологически и видовото определяне изисква внимателно сравняване на често микроскопически белези. Ситуация се влошава допълнително и от липсата на надеждни и ясни определители на видовете и затова в последните години се извършва основна ревизия на рода. Женските индивиди са по-ясно диференцирани и по-лесни за определяне.

## Биология
Офионите са предимно нощно актвини, но понякога – особено мъжките на някои видове – летят през деня. Привличат се от светлината и затова често могат да се видят нощем около жилищата. Офиони могат да се видят през цялата година, но отделните видове са активни по различно време.
Офионите са коинобионтни вътрешни паразити по гъсеници на пеперуди – най-вече Нощенки (Noctuidae), но също Педомерки (Geometridae) и Drepanidae. Гъсеницата остава жива и подвижна докато е опаразитена и най-често загива в какавидния стадий, когато самата ларва на Офиона също какавидира.

## Неприятели
Като вторични паразитоиди по ларвите на различни Офиони са установени някои ихнеумонидни оси от род Euceros.